# 劉郇膏
劉郇膏（1818年—1867年），字松岩，河南太康人。清朝政治、軍事人物。道光年間進士出身，官至江蘇布政使。

## 生平
劉郇膏為道光二十七年（1847年）進士，為江蘇即用知縣。咸豐元年（1851年），署婁縣知縣，政績卓著。咸豐三年（1853年），太平軍攻陷江寧、揚州、鎮江等地，小刀會劉麗川起事響應，占領上海縣城及周邊諸縣。巡抚吉尔杭阿檄召郇膏隨营進剿，郇膏率漕勇三百人，收復嘉定，代行知縣事，選兵丁守城并安置流民，民心安定。事後論功，加同知（副知府）頭銜，賜花翎。咸豐五年（1855年），补青浦知縣。
咸豐八年（1858年），調任上海知縣。當時上海租界已開，中西居民雜處，常有矛盾爭執，郇膏盡力調解争执，不屈從於洋人。曾親自乘舟追查誘騙華人出洋者。太平軍占領蘇州、杭州之後，上海幾成孤城。郇膏訓練民兵，堅守縣城。咸豐十年（1860年）加道衔，擢海防同知。同治元年，破格代理按察使，不久獲正式授職，命署布政使，升職之快，為當時罕見。
李鸿章督师至，劉郇膏奉命总理淮軍营务。同治四年（1865年），命護理江蘇巡撫。不久因母喪丁憂離職。同治五年卒於家鄉。贈右都御史，并在上海建专祠紀念，入祀蘇州名宦祠。《清史稿》有傳。

## 延伸阅读
[在维基数据编辑]
 《清史稿·卷434》，出自趙爾巽《清史稿》

## 參看
- 方英.《李鸿章与刘郇膏之交往及关系考察》. 安徽史学. 2004年2期.
- 劉郇膏 （页面存档备份，存于） 中央研究院歷史語言研究所

| 官衔          | 官衔                                        | 官衔          |
| ------------- | ------------------------------------------- | ------------- |
| 前任： 高長紳 | 江蘇松江府南汇县知县 咸豐元年（1850年）代理 | 繼任： 高長紳 |
| 前任： 邱宗恕 | 江蘇松江府娄县知县 1853年                   | 繼任： 温奎光 |
| 前任： 陳福勳 | 江蘇松江府上海縣知县 1858年 - 1861年        | 繼任： 王宗濂 |
| 前任： 李鴻章 | 江蘇巡撫 同治四年～五年（1865～1866年）     | 繼任： 郭柏蔭 |